# Stelis pastoensis
Stelis pastoensis är en orkidéart som beskrevs av Rudolf Schlechter. Stelis pastoensis ingår i släktet Stelis och familjen orkidéer. Inga underarter finns listade i Catalogue of Life.